# Quitilipi
Quitilipi è una città dell'Argentina, situata nella provincia del Chaco, capoluogo dell'omonimo dipartimento.